# 利馬地鐵
利馬地鐵（西班牙語：Metro de Lima）是秘鲁首都利馬的地鐵系統。目前，利马地鐵有1号线、2号线两条线路，全长39.6公里，共53個站。1号线拥有32节车厢和7个站台。由于乘客运量不足，长期运营的支出难以收回，加上意大利政府的2.26億合資被指控為賄賂，该线路的通車拖延了將近20年。

## 路線

### 1號線
利馬地鐵第1期有16個站，平均每1.2公里一個站。它從利馬南方的薩爾瓦多鎮工業園開始，通過瑪利亞-德爾特里溫福鎮的帕查庫特克大道再到聖胡安德米拉弗洛雷斯區的英雄大道。之後，它繼續經聖地亞哥德蘇爾科區托馬斯·馬爾薩諾大道前往市中心的航空大道。2014年7月以前，1號線長21.48公里。

#### 1號線延長段
1號線第3期於2014年7月25日通車，全長12.4公里，共10個站。延長線通車後，1號線長34.6公里，共26個站